# Тарашп (замок)
Тарашп (фр. Schloss Tarasp) — средневековый каменный замок на высоком скалистом холме на юго-западе муниципалитета Шкуоль в кантоне Граубюнден, Швейцария. Является одной из самых внушительных крепостей региона. Изображение замка часто используют как символ области Энгадин. По своему типу относится к замкам на вершине. Каждый год замок посещает около 15 тысяч туристов.

## Описание

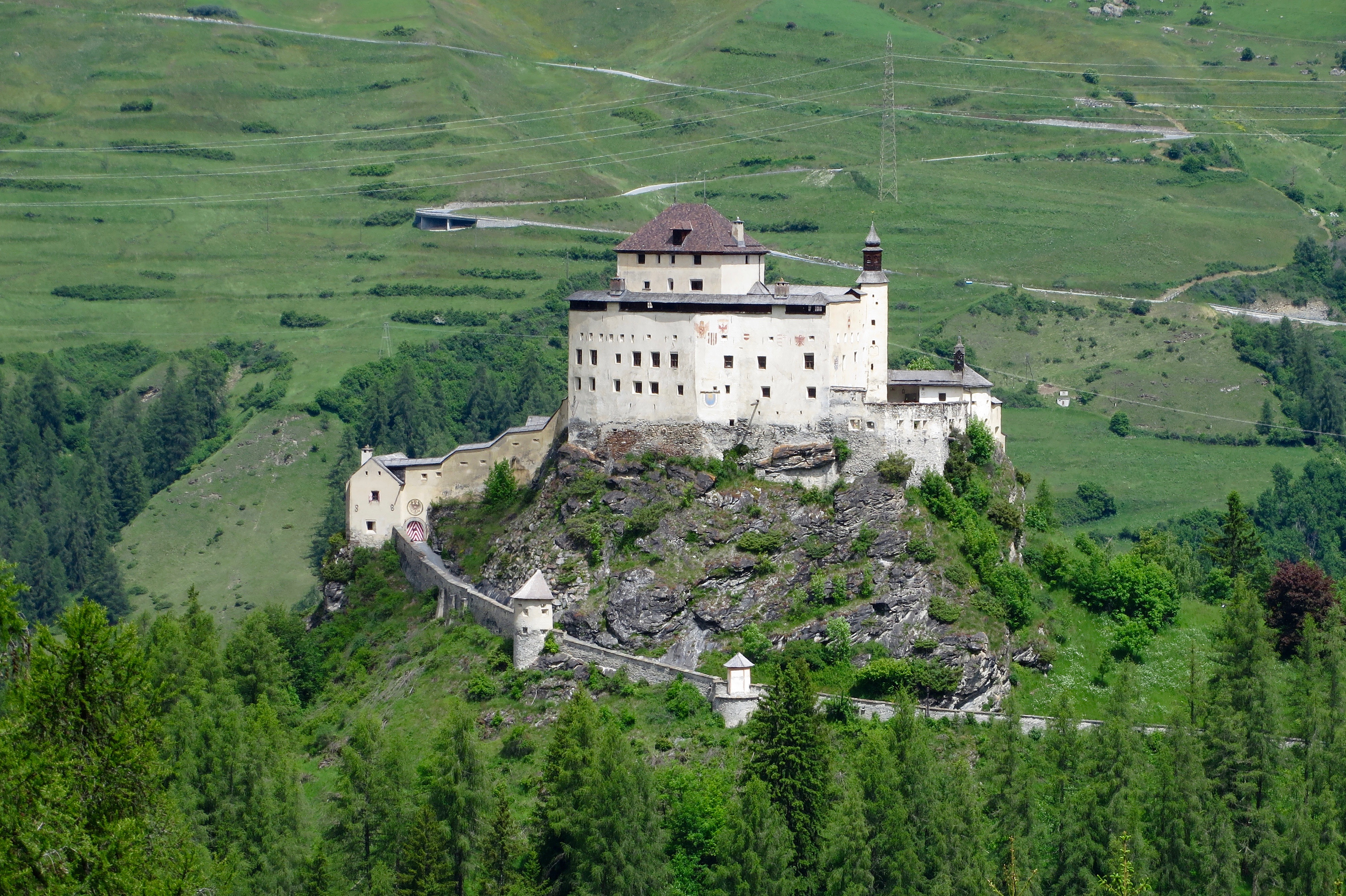
Вид замка с высоты птичьего полёта

Гора, на которой построен замок, доминирует над обширной долиной и достигает в высоту 100 метров. У её подножия лежат деревни Спарселс, Фонтана, Флоринс и Снье. До конца 2014 года они входили в состав муниципалитета Тарашп (или Тарашперзее, на романшском языке Лай да Тарашп), возникшего ещё в Средние века.
Замковый комплекс, состоит из Верхнего замка, Нижнего замка и форбурга. Верхний замок представляет собой комплекс из главной резиденции, а также южного и северного флигелей. Здесь же находился арсенал, цистерны для хранения воды и жилые дома, сгруппированы вокруг внутреннего двора. Нижний замок, который лежит к северу от Верхнего замка, включает казармы, склады, торхаус, жилые здания. Кроме того, здесь построена капелла и колокольня.
Во главной резиденции около 100 помещений. Одной из уникальных достопримечательностей комплекса является орган, созданный в 1915–1616 годах компанией Jehmlich Orgelbau Dresden. Его трубы столь велики, что занимают сразу несколько смежных комнат. Звук попадает в Парадный зал через звуковые специальные ниши с декоративными решётками. Орган имеет коническую форму, пневматический механизм (трактуру) и 38 регистров. По своим размерам и диапазонам орган является одним из крупнейших частных органов Европы.

## История

### Античность
Обнаруженные в ходе раскопок древние захоронения возле Спарселса и так называемые Ведьмины камни возле Сенье показывают, что данная территория была заселена задолго до возникyовения замка. Находки в виде древнеримских монет позволяют предположить, что в эпоху Римской империи на вершине холма легионеры возвели смотровую (дозорную) башню.

### Средние века

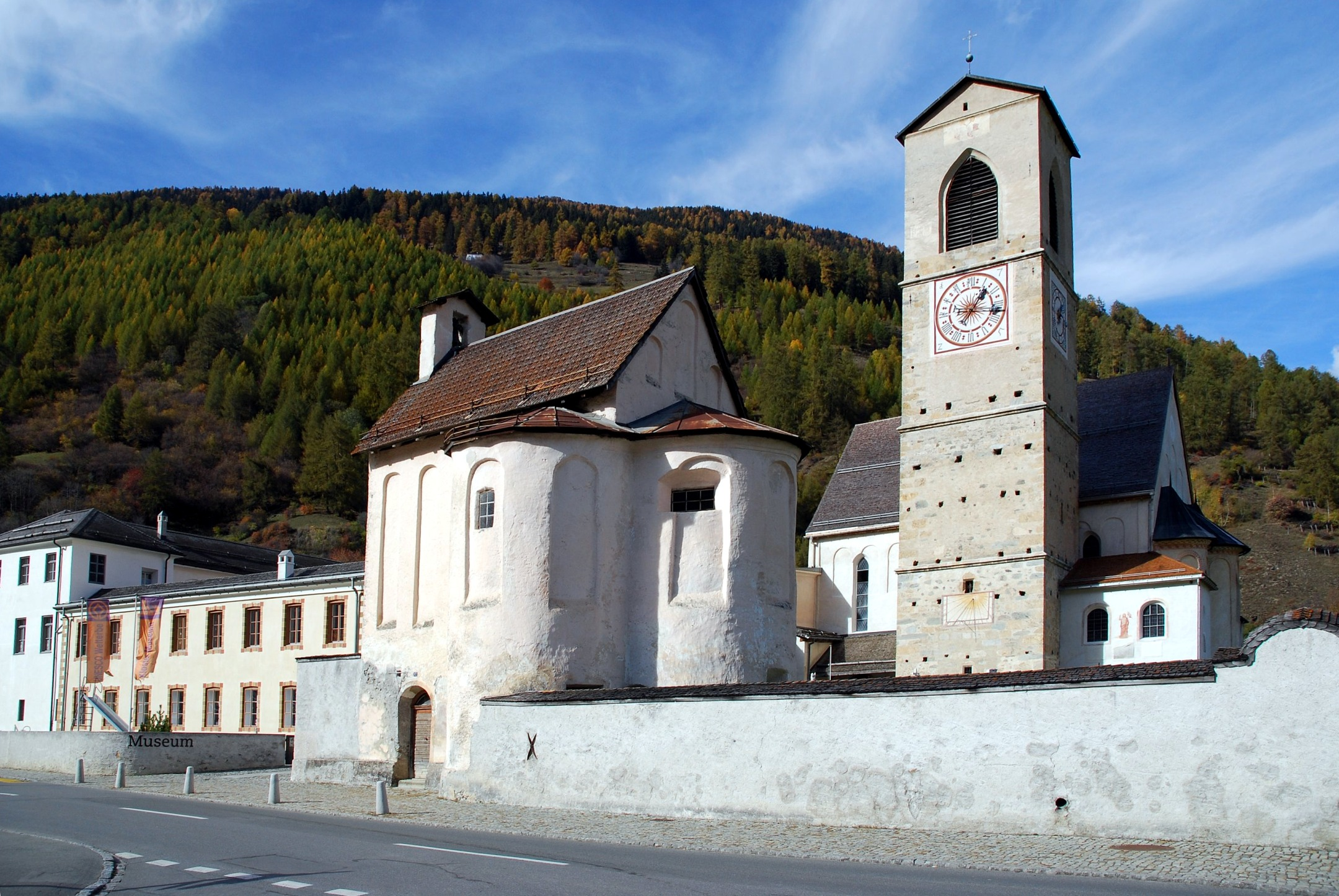
Бенедиктинский монастырь Святого Иоанна

Первые каменные укрепления на месте Тараспа возведены примерно к 1040 году. Тогда граф Ульрих I фон Тарашп приказал построить крепость на замковом холме и велел расчистить от деревьев террасу на правом берегу реки Инн вокруг крепости. Название «Тарасп» может происходить от латинского terra aspera — «пустошь». Согласно преданиям, семья Тараспер, владевшая замком, происходила из Рима и Милана. Возможно, что род принадлежал к знати из района Комо.
Власть дворян из династии Тарасп также распространялась на поместья в поселениях Фтан, Шкуоль, Ардец, Цернец, Зент, Рамош, Наудерс, Пазнаун, а также в долинах Энгадин, Финшгау, Вальтеллина, Оберхальбштайн и других. В частности, дворяне, владевшие замком Чанюфф, признавали себя вассалами рода фон Тарашп.
Между 1087 и 1095 годами Ульрих II, являвшийся с 1089 по 1096 год епископом Кура, вместе с братьями и сестрами, — Эберхардом, Гебхардом и Эгиной фон Тарасп, — основали «домашний монастырь» у подножия замка. В 1146 году под руководством аббата Адельберта здесь появился бенедиктинский монастырь. Он стал именоваться Мариенбергское аббатство. После 1151 года Ута фон Тарашп также возобновила деятельность соседнего бенедиктинского монастыря Святого Иоанна в Мюштайре, превратив его в женскую обитель. В последующие годы монастыри Мюштайр и Мариенбург получали щедрые пожертвования от семьи фон Тарашп.
Сведения о том, что замок стал собственностью епархией Кур относятся к 1160 году. Ульрих III фон Тарашп завещал свою долю епархии церкви. Тогда его племянник Гебхард, предположительно при поддержке графов Тироля, напал на замок, перебил епископский гарнизон и решил сам стать хозяином крепости. В ответ Ульрих III, его двоюродный брат Эгино фон Матш и епископ Курский осадили замок. В итоге Гебхард был вынужден пойти на переговоры и покинул Тарашп. В конце концов Гебхарду также пришлось завещать свою долю владений в пользу епархии, если он умрёт бездетным. И вскоре замок официально превратился в феодальное владение епископа.
Род фон Тарашп пресёкся в 1177 году, когда последний представитель семьи по мужской Ульрих V, не имевший потомства, предпочёл уйти монахом в Мариенбергский монастырь. Правда, замок и окружающие владения не очень долго находились в собственности епархии Кур. С 1200 года их владельцами стали представители семьи фон Райхенберг. В 1239 году Свикер фон Райхенберг решил продать замок графу Альбрехту III Тирольскому. Это привело к конфликту между графами Тироля, епископами Кура и лордами фон Бюнднер о том, кто должен контролировать замок, а следовательно контролировать регион Энгадин.
После 1273 года замком управляла семья фон Матш ди Бург. По своему происхождению этот род являлся дальней роднёй династии фон Тарашп. Сначала новые хозяева имели статус кастелянов. Но с 1363 по 1464 год род фон Матш ди Бург владел крепостью как наследственным феодом. Возможно, именно в эту эпоху Верхний замок обрёл свой нынешний вид.

### Эпоха Ренессанса

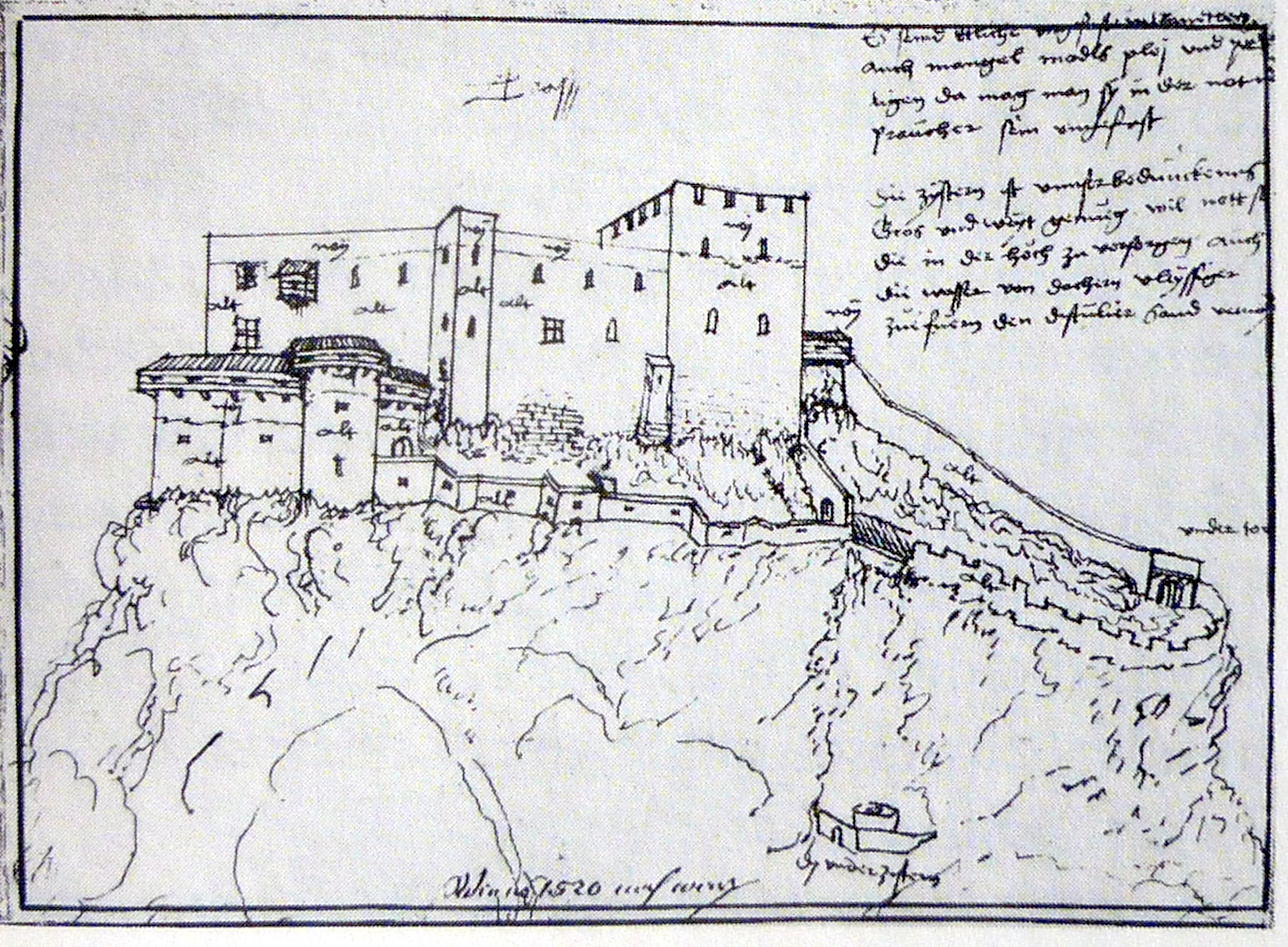
Изображение замка на рисунке 1520 года

Ещё в 1464 году через эрцгерцога Сигизмунда, который купил замок у семьи фон Матш за 2000 гульденов, Тарашп перешёл под контроль Габсбургов. Таким образом комплекс и окружающие его владения стали австрийской собственности в статусе автономного графства. Но в Швейцарии могие оказались этим недовольны. В итоге вспыхнул конфликт между гражданами Энгадина и Австрией. Год спустя принадлежность графство Тарашп династии Габсбургов была подтверждена ведущими монархами Европы и папой, но вражда не утихла. Есть косвенные данные, что в 1548 и 1578 годах велась подготовка к осаде замка. В течение XVI века замок был значительно расширен и модернизирован. Габсбурги рассматривали Тарашп как важную крепость на границе своих владений. Именно в это время комплекс максимальных размеров.
Мощные укрепления и несколько линий обороны не смогли спасти гарнизон, когда в 1612 году командиры ополчения Граубюндена организовали штурмом Тарашпа. Крепость была разграблена, но не разрушена. Однако затяжные беспорядки в регионе в 1620-1635 годы, а также удар молнии в 1625 году печально отразились на замке. Грабежи и мощный пожар превратили комплекс в руины. Но постепенно замок был восстановлен и там вновь закрепился австрийский гарнизон.
В 1648 году после окончания Тридцатилетней войны ассоциированное государство Трёх Лиг обрело независимость от Священной Римской империи. Но в то время как остальная часть Энгадина, наконец, обрела реальную независимость от Австрии, Тарашп оставался формально под властью Габсбургов ещё несколько лет. Австрийский герб на стенах замка и надпись «Hie Estereih» и в настоящее время остаётся ярким символом той эпохи. Конфликт подпитывали и религиозные противоречия. Протестантской церковная ассоциация, основанная ещё в 1367 году в епархии Кур стала серьёзным врагом для австрийских монархов, которые твёрдо оставались в лоне католической церкви. Это противостояние завершилось лишь к XVIII веку.
В 1687 году Тарашп был передан австрийским князьям фон Дитрихштайн цу Никольсбург из Моравии в качестве наследственной имперской вотчины. Но налоговый суверенитет владений остался за домом Габсбургов.

### XVIII–XIX века

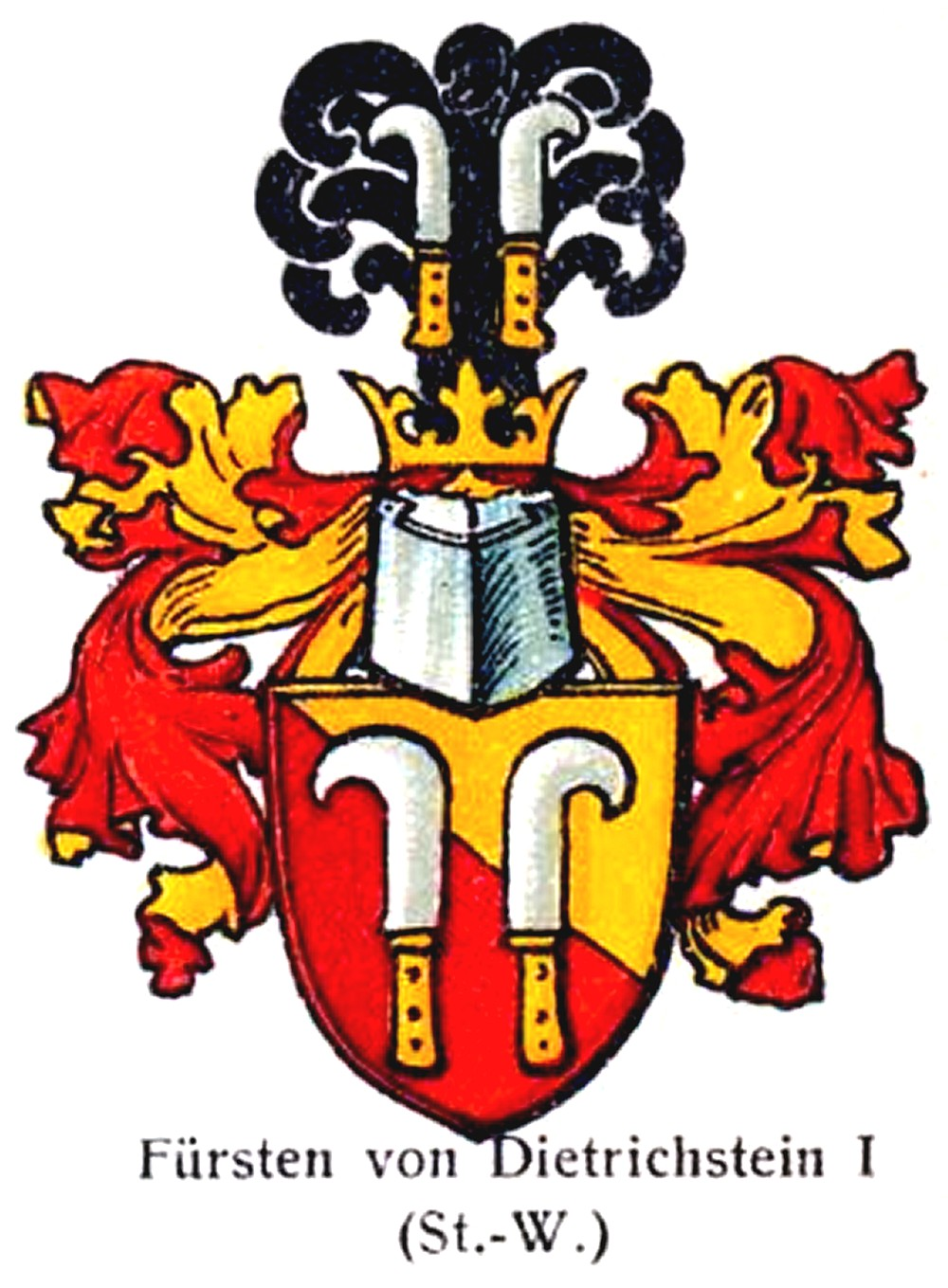
Герб рода Дитрихштайн

В 1714-1716 годах представители рода фон Дитрихштайн провели капитальный ремонт комплекса. Последние значительные работы по реконструкции комплекса, которые отразились на его внешнем облике, проводились с 1722 по 1732 год. С той поры Тарашп практически не менялся.
После вступления в силу в 1803 году Заключительного постановления Имперской депутации (Reichsdeputationshauptschluss), призванного реорганизовать Священную Римскую империю, Тарашп вошёл в состав Гельветической республике. Это был последний австрийский анклав в Швейцарии. С этого момента крепость потеряла своё прежнее стратегическое значение.
Замок был заселён примерно до 1815 года, а затем оказался заброшен и быстро обветшал. Планы властей ещё молодого кантона Граубюнден организовать там тюрьму были в итоге отвергнуты. В 1829 году кантон продал полуразрушенный замок Ландамманну Мен Мартш фон Шкуоль за весьма скромную сумму — 5000 франков. Через его наследников замок в 1840 году перешёл к Грегору Пацеллеру фон Тарашпу. В 1855 году новым собственником стал Каспар де Йон фон Тарашп. Но всего через год за 1100 франков комплекс купил советник Андреас Рудольф фон Планта. После этого были проведены значительные реставрационные работы.

### XX–XXI века

Замок на фотографии 1904 года

В 1900 году замок за 20 тысяч франков купил дрезденский промышленник и меценат Карл Август Лингнер. Он увидел старинную крепость во время пребывания на курорте Тарашп-Вульпера и оказался влюблён в это место. С 1907 по 1916 год Лингнер лично руководил основательным ремонтом и тщательной реставрацией замка. Важную помощь в этом оказал искусствовед граф Куно Фердинанд фон Харденберг. Он привлёк специалиста по реставрации замков Йханна Рудольфа Рана и в итоге были восстановлены многие важные элементы средневековой архитектуры. Кроме всего, в комплексе в бывшей оружейной палате появился концертный орган. Лингнер позаботился и о том, чтобы вокруг замка появился небольшой пейзажный парк.
Лингнер скончался 5 июня 1916 года. Согласно его завещанию замок перешёл к королю Саксонии Фридриху Августу III. Но тот отказался от такого щедрого подарка, потому что согласно завещанию требовалось проживать в Тарапше определённое количество времени каждый год. Поэтому замок достался великому герцогу Эрнсту Людвигу Гессен-Дармштадтскому. В 1919 году после провозглашения в Германии республики между тогдашним народным государством Гессен и ушедшим в отставку великим герцогом была достигнута договорённость о том, что Тарашп должен стать частной собственностью Эрнста Людвига с правом передачи по наследству. При этом уже с 1919 года в замке начали проводить экскурсии для публики.
После смерти Эрнста Людвига владельцем замка стал его сын Людвиг Гессенcкий. Но его брак с принцессой Маргаритой оказался бездетным. Поэтому после смерти супругов замок перешёл к представителям Гессенского дома и оставался в их собственности до 2016 года.
В 2008 году семья фон Гессен-Кассель заключила четырехлётний договор купли-продажи с тогдашним муниципалитетом Тарашп, который был продлён на два года в 2012 году, чтобы собрать необходимые 15 миллионов швейцарских франков для выкупа комплекса в пользу специально созданного фонда «Pro Chastè Tarasp», основанного 1 ноября 2010 года. Этот фонд должен был модернизировать замок и преобразить его в учебный и конференц-центр. Одновременно Тарашп должен был стать общедоступным памятником культуры. Однако нужную сумму так и не удалось собрать. В итоге 30 марта 2016 года замок перешёл в собственность местного художника Нота Виталя. Причём сумма покупки составила 7,9 миллиона швейцарских франков. Правда отдельно оговаривалось, что для превращения комплекса а туристический объект и культурный центр, местные власти будут выделять ежегодную субсидию в размере 200 тысяч франков на эксплуатационные расходы из бюджета муниципалитета Шкуоль. Договор об этом будет действовать до 2030 года. После этого срока замок будет передан в собственность фонда «Pro Chastè Tarasp».

## Современное использование
Замок отрыт для посещения. Здесь регулярно проходят культурно-массовые мероприятия.

## Галерея

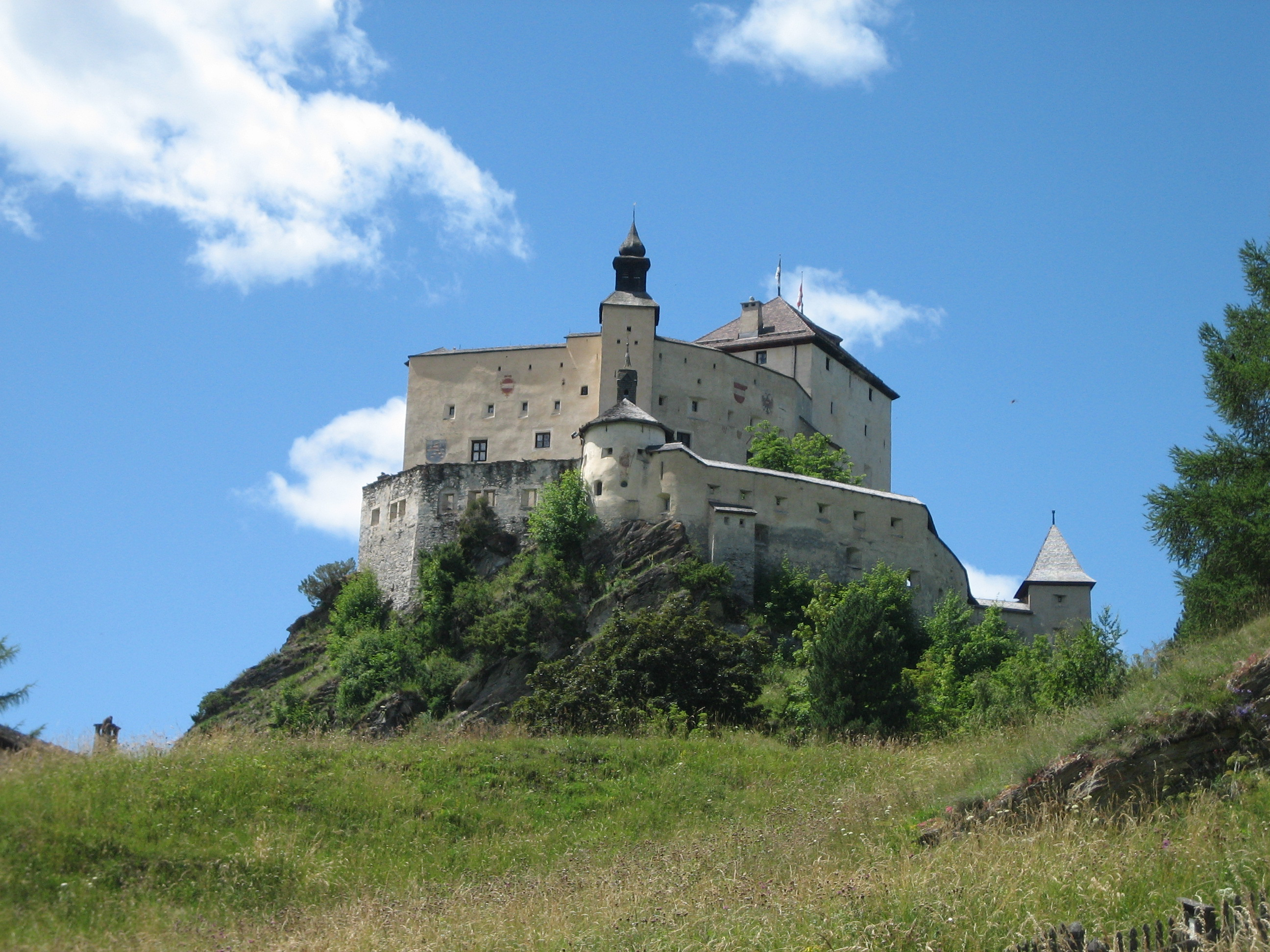
Вид замка с восточной стороны
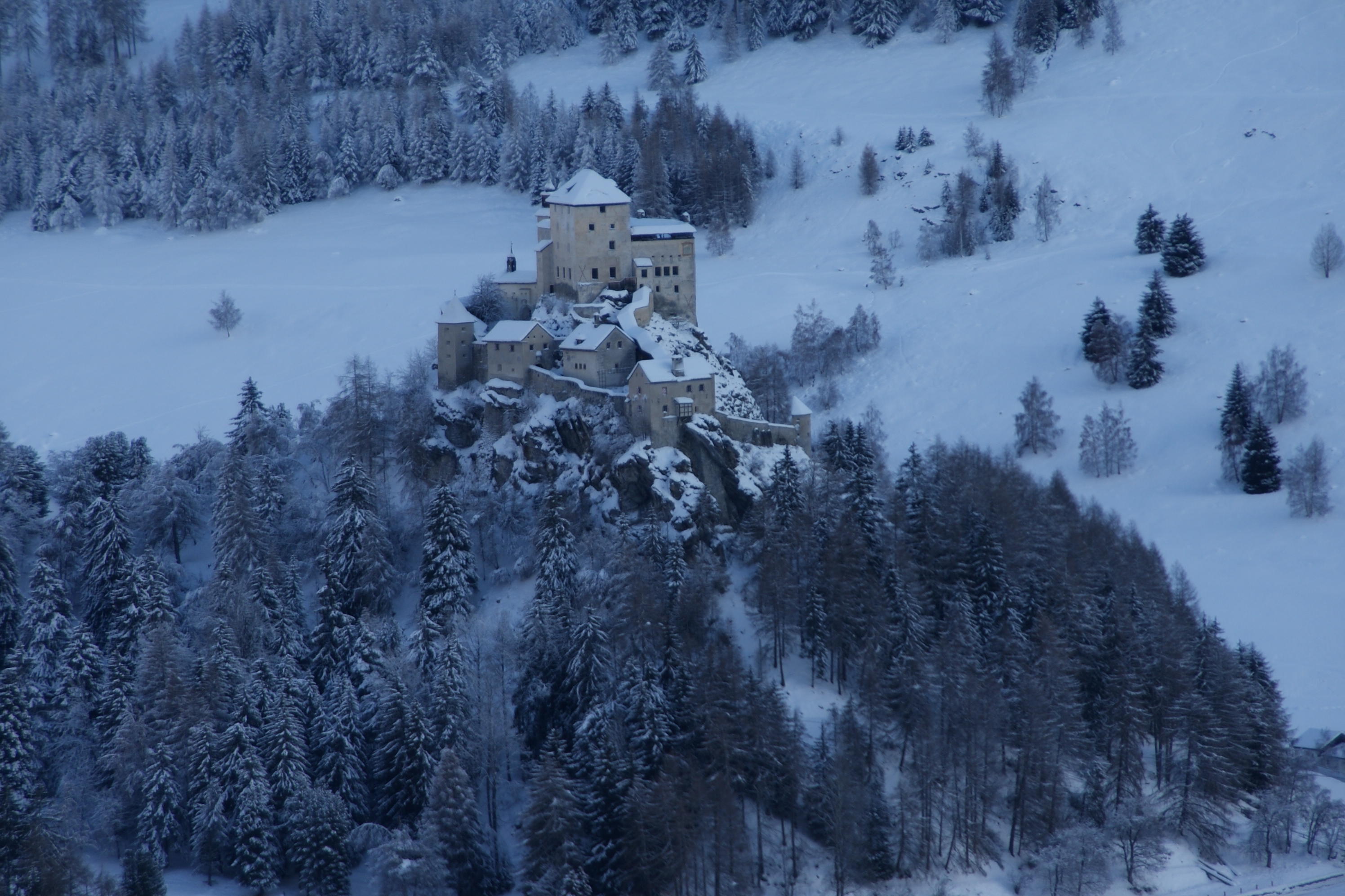
Вид замка зимой
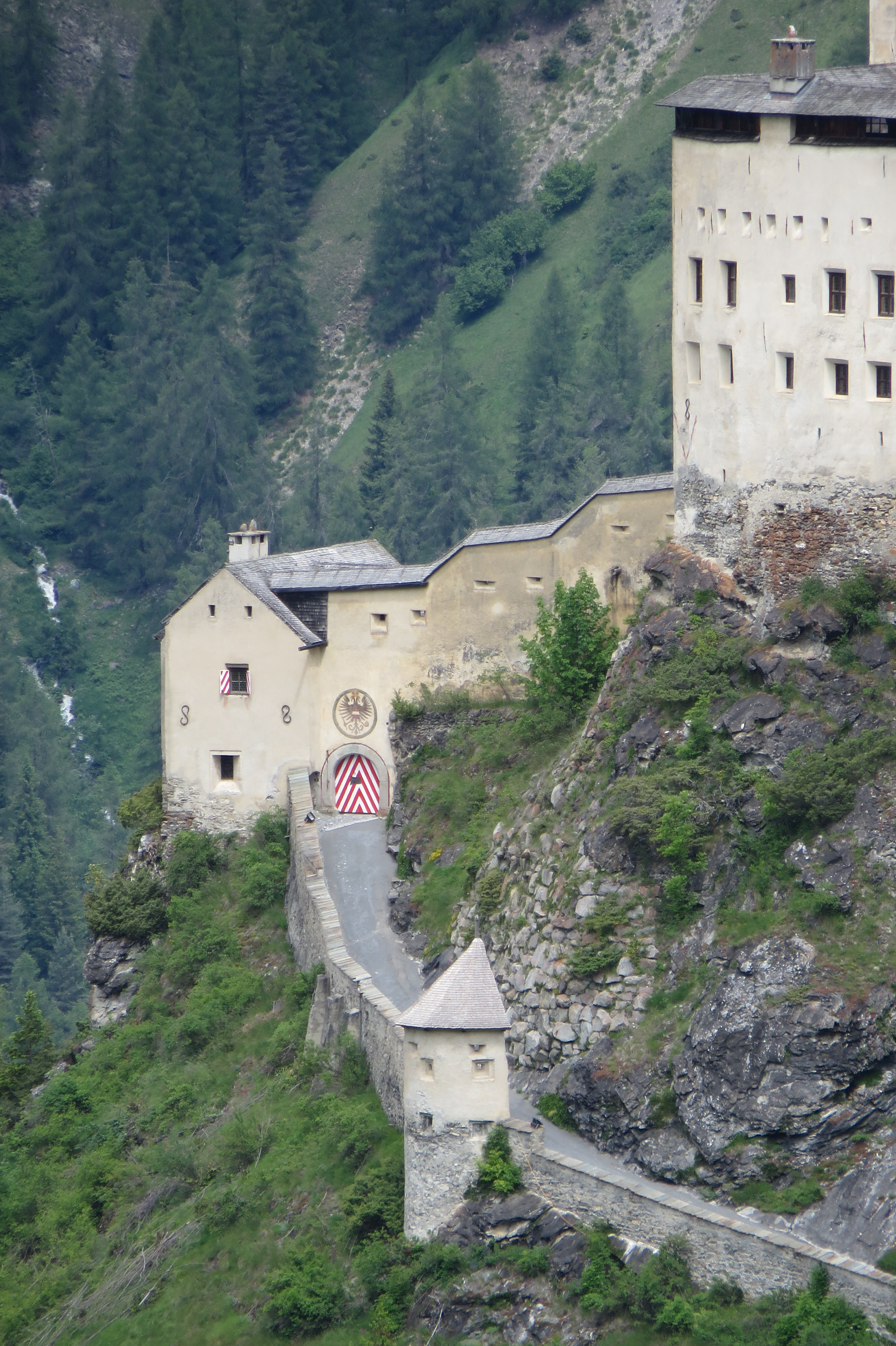
Фрагмент внешних кольцевых стен
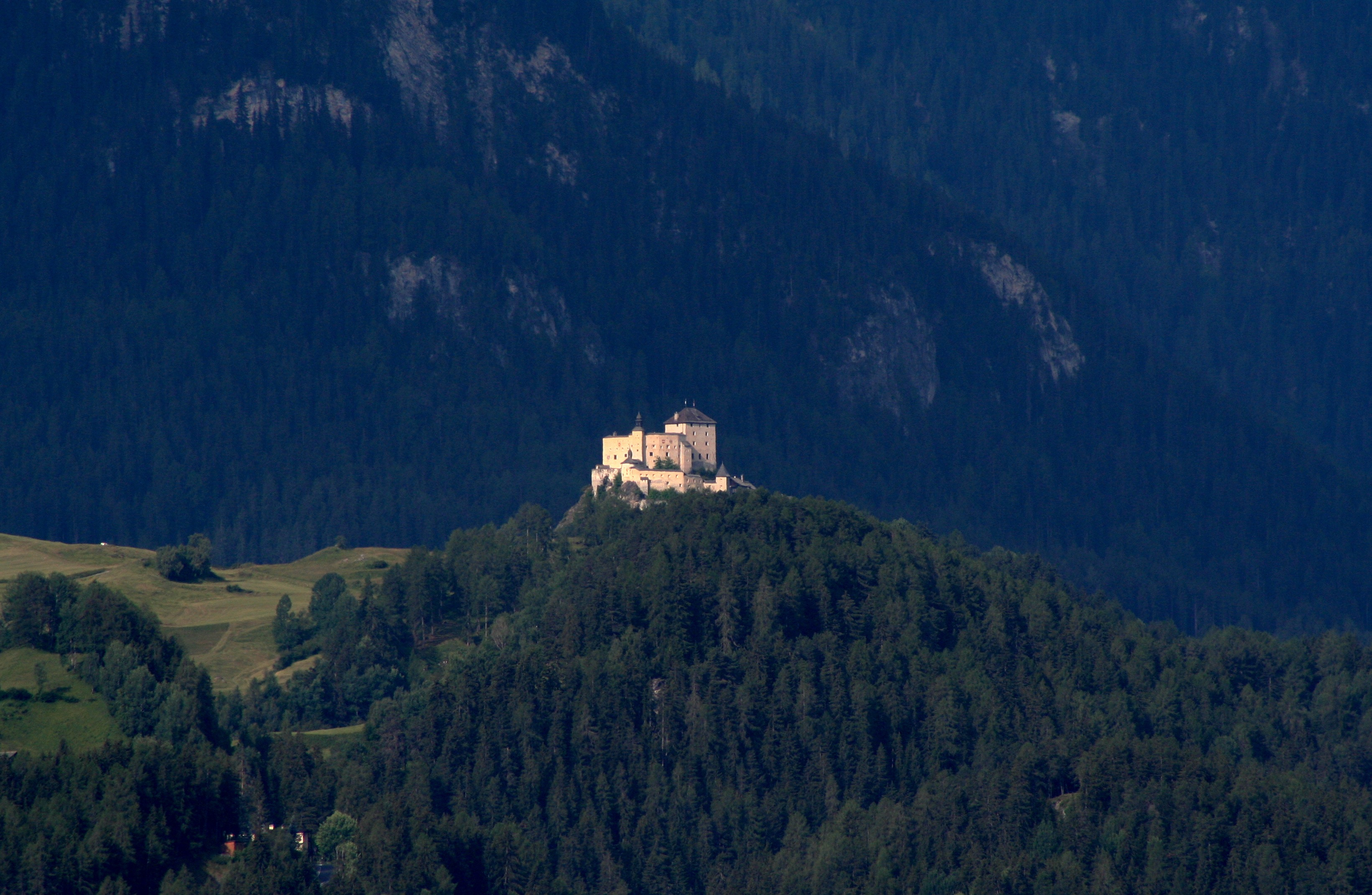
Замок на фоне альпийских гор
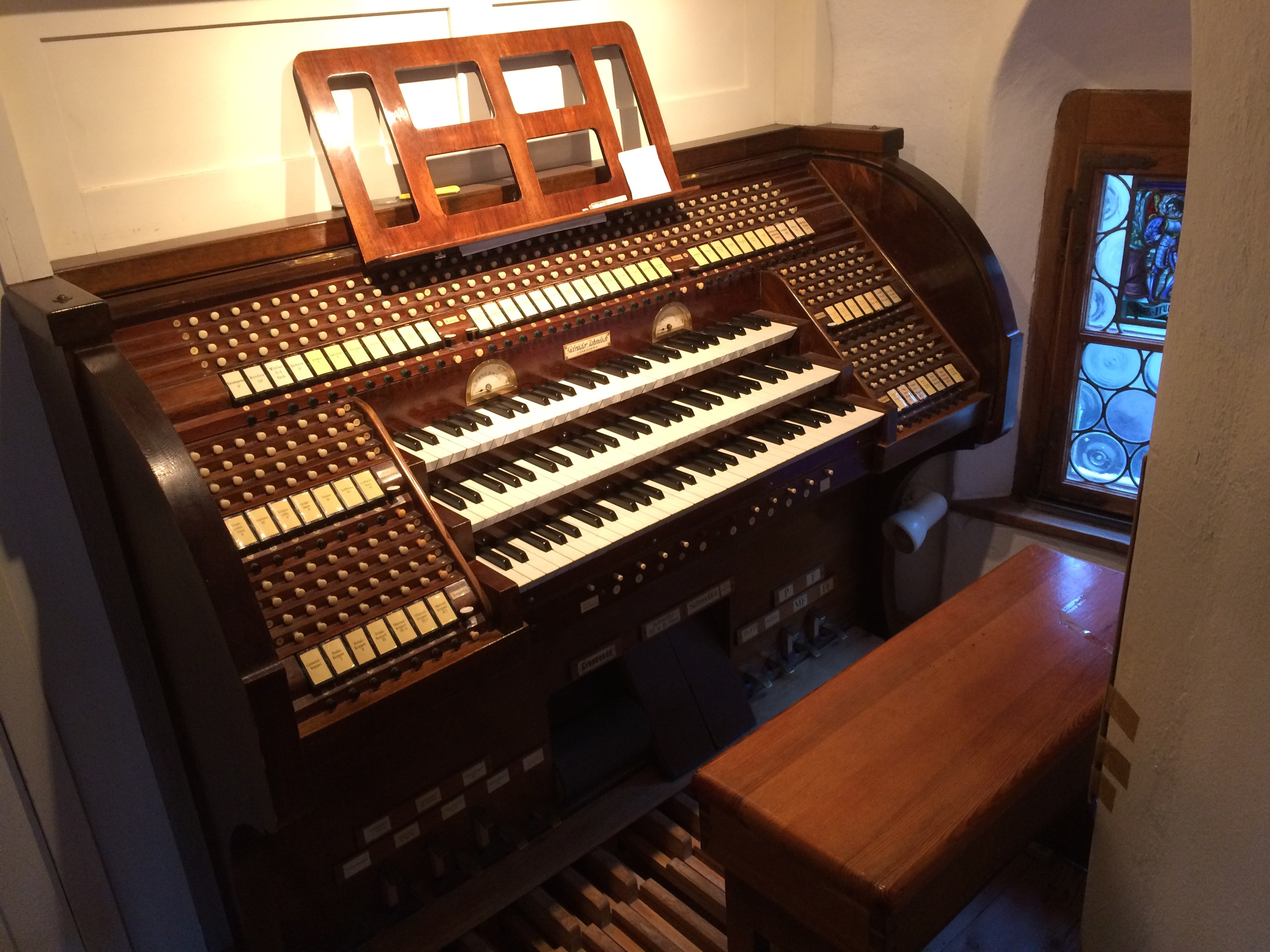
Замковый орган